# Atletismo nos Jogos Pan-Americanos de 2015 - Salto com vara masculino
A competição do salto com vara masculino foi um dos eventos do atletismo nos Jogos Pan-Americanos de 2015, em Toronto. Foi disputada no Estádio CIBC de Atletismo Pan e Parapan-Americano no dia 21 de julho.

## Calendário
Horário local (UTC-4).
| Data        | Horário | Fase  |
| ----------- | ------- | ----- |
| 21 de julho | 10:15   | Final |

## Medalhistas
| Ouro   | CAN Shawnacy Barber                   |
| Prata  | ARG Germán Chiaraviglio               |
| Bronze | USA Mark Hollis USA Jacob Blankenship |

## Recordes
Recordes mundial e pan-americano antes da disputa dos Jogos Pan-Americanos de 2015.
| Tipo                             | Atleta        | Marca  | Local       | Data                  |
| -------------------------------- | ------------- | ------ | ----------- | --------------------- |
|                                  | Sergey Bubka  | 6,14 m | Sestriere   | 31 de julho de 1994   |
| Recorde dos Jogos Pan-Americanos | Lázaro Borges | 5,80 m | Guadalajara | 28 de outubro de 2011 |

## Resultados

### Final
| Colocação         | Atleta               | Nacionalidade      | 5.00 | 5.20 | 5.40 | 5.60 | 5.65 | 5.70 | 5.75 | 5.80 | 5.85 | 5.90 | 5.93 | Marca | Notas                |
| ----------------- | -------------------- | ------------------ | ---- | ---- | ---- | ---- | ---- | ---- | ---- | ---- | ---- | ---- | ---- | ----- | -------------------- |
| Medalha de ouro   | Shawnacy Barber      | CAN Canadá         | –    | o    | xo   | xo   | –    | o    | –    | xo   | –    | –    | xxx  | 5.80  | =                    |
| Medalha de prata  | Germán Chiaraviglio  | ARG Argentina      | –    | xxo  | o    | o    | –    | x–   | o    | –    | xxx  |      |      | 5.75  | Recorde nacional     |
| Medalha de bronze | Mark Hollis          | USA Estados Unidos | –    | –    | xo   | xxx  |      |      |      |      |      |      |      | 5.40  |                      |
| Medalha de bronze | Jacob Blankenship    | USA Estados Unidos | –    | –    | xo   | xxx  |      |      |      |      |      |      |      | 5.40  |                      |
| 5                 | Lázaro Borges        | CUB Cuba           | –    | xxo  | xo   | xxx  |      |      |      |      |      |      |      | 5.40  | Recorde da temporada |
| 6                 | Jason Wurster        | CAN Canadá         | o    | xxx  |      |      |      |      |      |      |      |      |      | 5.00  |                      |
| 6                 | José Rodolfo Pacho   | ECU Equador        | o    | xxx  |      |      |      |      |      |      |      |      |      | 5.00  |                      |
| 8                 | Thiago Braz da Silva | BRA Brasil         | –    | –    | xxx  |      |      |      |      |      |      |      |      | NM    |                      |
| 8                 | Fábio Gomes da Silva | BRA Brasil         | –    | –    | xxx  |      |      |      |      |      |      |      |      | NM    |                      |
| 8                 | Daniel Zupeuc        | CHI Chile          | xxx  |      |      |      |      |      |      |      |      |      |      | NM    |                      |

Legenda
| Recorde mundial                  | Recorde mundial (World record)               |                       | Recorde africano                      | Recorde africano (African) |                                           | Q | Classificado por posição (Qualified) |
| Recorde dos Jogos Pan-Americanos | Recorde pan-americano (Pan-American record)  | Recorde da América    | Recorde da América (Americas)         | q                          | Classificado por melhor tempo (Qualified) |   |                                      |
| Melhor marca do ano              | Melhor marca do ano (World leading)          | Recorde asiático      | Recorde asiático (Asian)              | DNS                        | Não largou (Did not start)                |   |                                      |
| Recorde nacional                 | Recorde nacional (National record)           | Recorde europeu       | Recorde europeu (European)            | DNF                        | Não terminou (Did not finish)             |   |                                      |
| Recorde pessoal                  | Recorde pessoal do atleta (Personal best)    | Recorde da Oceania    | Recorde da Oceania (Oceania)          | DSQ / DQ                   | Desclassificado (Disqualified)            |   |                                      |
| Recorde da temporada             | Recorde da temporada do atleta (Season best) | Recorde sul-americano | Recorde sul-americano (South America) | NM                         | Sem marca (No mark)                       |   |                                      |